# Vitanovići Gornji
Vitanovići Gornji (en serbe cyrillique : Витановићи Горњи) est un village de Bosnie-Herzégovine. Il est situé dans le district de Brčko. Selon les premiers résultats du recensement de 2013, il compte 217 habitants et.

## Géographie
Le village est situé au bord de la rivière Tinjica, un affluent de la Tinja.

## Démographie

### Évolution historique de la population dans la localité
| 1948 | 1953 | 1961 | 1971 | 1981 | 1991 | 2013 |
| ---- | ---- | ---- | ---- | ---- | ---- | ---- |
| -    | -    | 249  | 453  | 450  | 286  | 217  |

|  |

### Communauté locale
En 1991, Vitanovići Gornji faisait partie de la communauté locale de Vitanovići qui comptait 705 habitants, répartis de la manière suivante :